# David Douglas
David Douglas (25 de juny de 1799 – 12 de juliol de 1834) va ser un botànic escocès.
Va néixer a la vila de Scone a Perthshire, a Escòcia. Després dels seus estudis primaris va treballar com aprenent de jardiner al palau d'un noble de la localitat. Després de set anys va anar a la universitat de Perth (Escòcia) per aprendre el conreu de les plantes de manera científica. Després treballà en el Jardí Botànic de Glasgow. Douglas va emprendre, el 1824, una expedició al Pacífic nord-oest en la qual descobrí i nomenà moltes coníferes, la Picea sitchensis entre elles. L'Avet Douglas rep el seu nom. També va descobrir la rosella de Califòrnia molt utilitzada en jardineria. Morí a Hawaii en circumstàncies estranyes en caure a un forat d'una trampa i ser cornejat per un toro que també hi caigué, també podria haver estat assassinat. Va ser enterrat sense constar el nom a Honolulu. Va introduir 240 plantes noves a la Gran Bretanya.